# 第十九航空隊
第十九航空隊 (だい19こうくうたい）および昭和17年11月1日に改称した第九五二海軍航空隊(だい952かいぐんこうくうたい）は、日本海軍の部隊の一つ。大東亜戦争序盤・中盤にマーシャル諸島防衛・哨戒に従事した。

## 沿革
ウェーク島・ミッドウェー島・ハワイ諸島と対峙するマーシャル諸島防衛のため、昭和16年1月15日に第六根拠地隊が設置され、哨戒航空隊として第十九航空隊を臨時編制して編入した。クェゼリン環礁の東端に位置するエビジェ島に建設していた水上機基地の落成に合わせて編制したもので、環礁北端のルオット島に陸上機飛行場が完成するまでは、マーシャル諸島唯一の航空基地として機能した。エビジェを基地としてハワイ方面の動向を探るのが主な任務で、開戦時の重要作戦であったウェーク島攻略作戦には、最も戦場に近い航空隊でありながら参加していない。

### 1941年（昭和16年）
1月15日　開隊。第六根拠地隊附属。(水上偵察機6)　。
10月頃　　ルオット飛行場竣工。千歳海軍航空隊が進出。長距離哨戒を十九空より継承。
11月下旬　横浜海軍航空隊がヤルート環礁イミエジ島に進出。以後十九空は近距離哨戒に専念。
12月上旬　開戦に備えイミエジに3機派遣。
　　　　　　　　　開戦時はエビジェ・イミエジを拠点に東方海上を哨戒。

### 1942年（昭和17年）
2月1日　マーシャル諸島に機動部隊接近。クェゼリン・ヤルート空襲、マロエラップ環礁に艦砲射撃。
　　　　　　　　　エビジェ隊・イミエジ隊ともに全機出撃中のため機体被害なし。機動部隊の追尾に成功するが、攻撃隊の接触に失敗。
7月24日　第六根拠地隊と第四空襲部隊（千歳空・第十四航空隊）が対潜哨戒協定。
8月17日　アメリカ海兵隊がギルバート諸島マキン島に奇襲上陸。イミエジ隊が偵察攻撃。
10月28日　ギルバート諸島東方海上の水上艦による哨戒を打ち切り。エビジェ隊2機をアベママ島に派遣し哨戒を代行。
11月1日　「第九五二海軍航空隊」に改称。

### 1943年（昭和18年）
7月4日　マキン島水上機基地竣工。二式水上戦闘機を投入。
9月10日　被雷した給油艦「知床」の曳航作業を護衛。
11月14日　ギルバート諸島に機動部隊接近。空襲でイミエジ基地大破。
11月20日　タラワ島・マキン島に上陸前空襲。マキン島基地大破。
11月21日　マキン島地上戦開始。24日玉砕。
12月14日　クェゼリン環礁空襲開始。半月でエビジェの稼動機は4機に減少。

### 1944年（昭和19年）
1月30日　クェゼリン環礁に上陸前空襲。全機喪失。
2月4日　エビジェ島地上戦開始、同日陥落。九五二空要員を含む470名玉砕。
3月1日　解隊。
主要基地であったエビジェとマキンで地上戦が展開されたため、九五二空要員の被害は甚大であった。イミエジに残留した要員は八〇二空要員と行動をともにしてウオッゼ環礁経由でマリアナに撤退したが、ウオッゼに残留した要員は艦砲射撃と飢餓で死者が続出した。

## 主力機種
- 零式三座水上偵察機
- 零式水上観測機
- 二式水上戦闘機

## 歴代司令
1. 竹内馨 大佐：1941年1月15日[2] - 1941年10月1日[3]
2. 中島第三 中佐：1941年10月1日[3] - 1942年4月1日[4]
3. 園山斉 中佐：1942年4月1日[4] - 1942年9月5日[5]
4. 岡田四郎 中佐：1942年9月5日[5] - 第九五二海軍航空隊司令 1942年11月1日 - 1943年10月25日[6]
5. 堀家義一 中佐：1943年10月25日[6] - 1944年3月1日[7]